# Anomala orientalis
Anomala orientalis is een kever uit de familie bladsprietkevers (Scarabaeidae) en is verwant aan de Johanneskever en de meikever. De wetenschappelijke naam van de soort werd in 175 als Phyllopertha orientalis gepubliceerd door Charles Owen Waterhouse. De kever komt van nature voor in Azië en heeft zich van daaruit verspreid naar de Verenigde Staten.
De kever is 0,7–1,1 cm lang, met gevlekte, metaalbruine en zwart gekleurde dekschilden en een vergelijkbaar gekleurd borststuk en kop. De kever lijkt veel op de Japanse kever, maar die is langer en heeft meer kleur. De larven hebben een in de lengte lopend rasterpatroon.

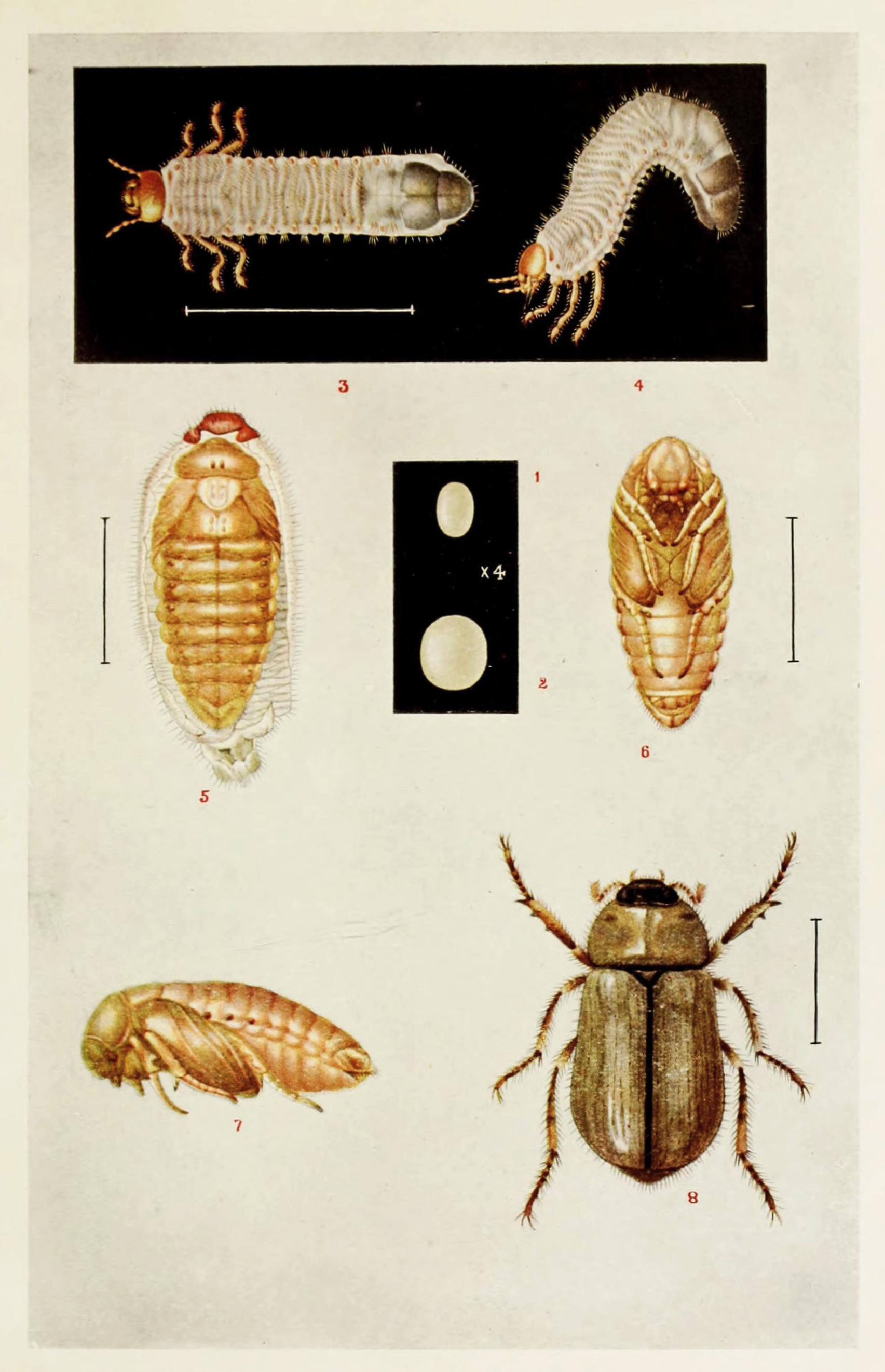
Anomala orientalis, bovenaan de larve
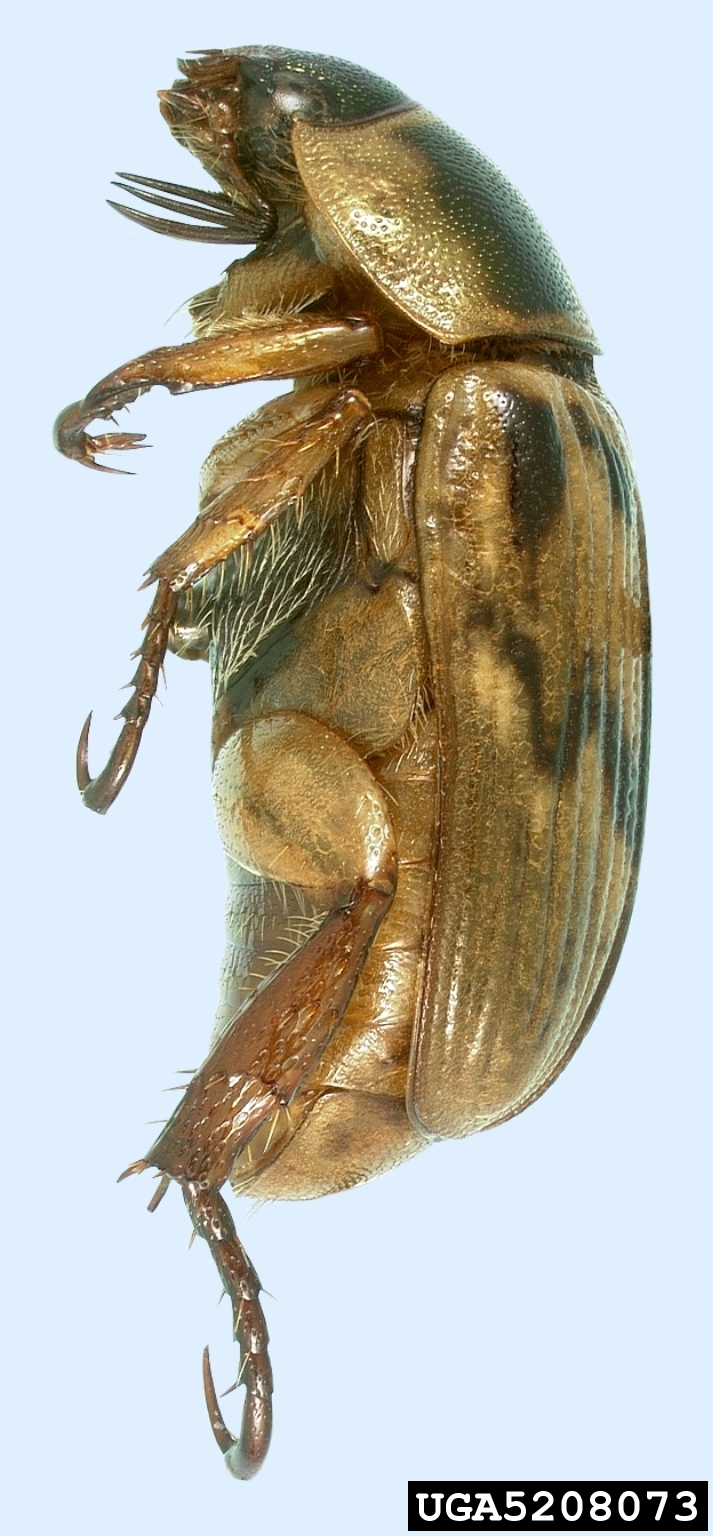
Zijaanzicht
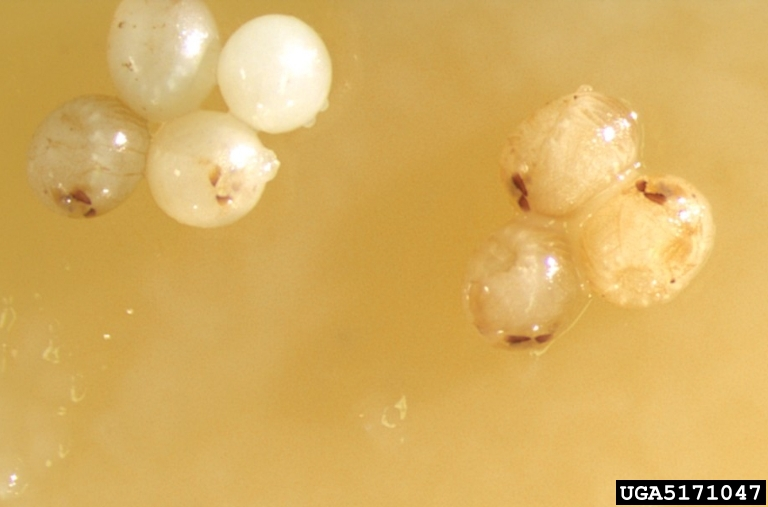
Eitjes

De larve vreet aan graswortels; de volwassen kever aan rozen, vlambloemen en petunia's
Als dauerlarve parasiteert Pristionchus pacificus de kever, doodt deze en pas na de dood van de kever ontwikkelt de dauerlarve zich verder tot volwassen rondworm, waarbij de bacteriën in de dode kever als voedsel dienen. De dauerlarve beweegt op de punt van zijn staart heen en weer en als er een kever langs komt, kleeft hij zich aan de kever vast.